# Semiothisa trirecurva
Semiothisa trirecurva är en fjärilsart som beskrevs av Saalmüller 1891. Semiothisa trirecurva ingår i släktet Semiothisa och familjen mätare. Inga underarter finns listade i Catalogue of Life.